# Oratemnus samoanus samoanus
Oratemnus samoanus samoanus es una subespecie de arácnido del orden Pseudoscorpionida de la familia Atemnidae.

## Distribución geográfica
Se encuentra en las Islas del Pacífico y Jamaica.